# Cyperus corymbosus
Cyperus corymbosus är en halvgräsart som beskrevs av Christen Friis Rottbøll. Cyperus corymbosus ingår i släktet papyrusar, och familjen halvgräs. Inga underarter finns listade i Catalogue of Life.